# Joven Orquesta de la Generalidad Valenciana
La Joven Orquesta de la Generalidad Valenciana (en valenciano, Jove Orquestra de la Generalitat Valenciana) es una formación pedagógica que depende del Instituto Valenciano de la Música (IVM).

## Trayectoria
La Joven Orquesta de la Generalidad Valenciana fue creada por la Ley Valenciana de la Música en mayo de 1998 y depende orgánicamente de la Dirección Adjunta de Música y Cultura Popular Valenciana del Institut Valencià de Cultura. Esta orquesta recoge la iniciativa de la Joven Orquesta de la Comunidad Valenciana, nacida el 1991. Su principal objetivo es contribuir a la formación de músicos menores de 26 años por medio de encuentros y talleres dirigidos por profesores destacados. Desde su creación hasta 2017 su director musical y pedagógico fue Manuel Galduf. En 2017 estuvieron invitados como directores Beatriz Fernández Aucejo en primavera y Pablo Rus Broseta en verano, que se convirtió poco después en su director musical y pedagógico. En el Encuentro de Primavera de 2018 el director invitado fue Rubén Gimeno. Cuenta con dos directores asistentes, Edgar López Juan y Miquel Massana Cogul, y asimismo, desde 2001 ha tenido compositor residente, responsabilidad que ha recaído sucesivamente en César Cano, Ricardo Climent, Andrés Valero-Castells, Miguel Gàlvez-Taroncher, Voro García, Francisco Coll, Óscar Navarro, Carlos Fontcuberta, Marc García Vitoria, y desde 2023, Josep Planells Schiaffino.
La Joven Orquesta de la Generalidad Valenciana ha celebrado encuentros en Alicante, Altea, Benisanó, Burriana, Carcagente, Castellón de la Plana, Cullera, Villajoyosa, Liria, Requena, San Vicente del Raspeig, Segorbe, Torrevieja, Játiva y Valencia entre otros lugares, y ha trabajado con maestros como José L. García Asensi, Félix Ayo, Mihai Dancila, Alfonso Ghedin, Agustín León Ara, Franco Petracchi, Mstislav Rostropóvich, Irvine Arditti, Joan Enric Lluna, Vicens Prats, Klaus Thunemann, Jaume Santonja, Josep Vicent, Roberto Forés, o los grupos Cuarteto Canales, Cuarteto Quiroga, Quintet Cuesta, Spanish Brass Luur Metalls, Amores Grup de Percussió y el Trío Elain. En 2002 participó en el estreno mundial de la versión de Vladimir Vasiliev del ballet Romeo y Julieta de Serguéi Prokófiev , que dirigió Mstislav Rostropóvich en el Teatro Principal de Valencia. Ha acompañado a solistas como el propio Rostropóvich, Vadim Repin, Otto Sauter, Irvine Arditti, Ara Malikian, Josep Puchades, José Franch Ballester, Nicolas Hodges, Itxaro Mentxaka, Isabel Monar, Erika Escribá-Astaburuaga, Silvia Vázquez, Marina Rodríguez-Cusí y José Antonio López. Ha actuado en el Palacio de la Música y el Palacio de las Artes Reina Sofía de Valencia, en el Auditorio de Castellón, el Teatro Monumental de Madrid (dos conciertos que fueron retransmitidos por RTVE), el Auditorio de Zaragoza, en el Festival Internacional de Música de Galicia (2003), en el Festival Internacional de Música y Danza de Granada (2007), en el Festival de Música de Alicante (2008 y 2010), el Festival Cinema Jove (2013) y en el Festival Sagunto a Escena, en el que se presentó con la colaboración del Cor de la Generalidad Valenciana (2012) y del Ballet de la Generalidad Valenciana (2013).
En su repertorio destaca la presencia de música actual y las obras de compositores valencianos, a las que ha dedicado su producción discográfica.

## Discografía
- César Cano: Vestigios; Sobre los ángeles, Joven Orquesta de la Generalidad Valenciana, Manuel Galduf (dir.). Instituto Valenciano de la Música, colección Patrimonio Musical Valenciano - Actual 002, 2004.
- Ricardo Climent: Sons étouffés; 3 simetrías; The last castrati; Déjàvu88, Simon Mawhinney, Joven Orquesta de la Generalidad Valenciana, Manuel Galduf (dir.). Instituto Valenciano de la Música, colección Patrimonio Musical Valenciano - Actual 003, 2005.
- Vicent Garcés Queralt: Cinc cançons valencianes. Obra selecta, Erika Escribà-Astaburuaga, Ricardo Roca-Padilla, José Luis Ruiz del Puerto, Miguel Ángel Gorrea, Coro de la Generalidad Valenciana (Francesc Perales, dir.), Joven Orquesta de la Generalidad Valenciana, Manuel Galduf (dir.). Instituto Valenciano de la Música, colección Patrimonio Musical Valenciano 006, 2007.
- Andrés Valero-Castells: Sinfonía número 3 Epidemia silenciosa; Pegasus; Fanfarria de plata, Otto Sauter, Joven Orquesta de la Generalidad Valenciana, Manuel Galduf (dir.). Instituto Valenciano de la Música, colección Patrimonio Musical Valenciano - Actual 005, 2007.
- Miguel Gálvez-Taroncher: Konzert für violine Llama de amor viva; Konzert für orchester; Konzert für bassklarinette, Carlos Gálvez Taroncher, Ensemble espai sonor, Voro García (dir.); Irvine Arditti, Joven Orquesta de la Generalidad Valenciana, Manuel Galduf (dir.). Instituto Valenciano de la Música, colección Patrimonio Musical Valenciano - Actual 007, 2009.
- Manuel Palau (1893-1967): Conciertos; Joven Orquesta de la Generalidad Valenciana, Manuel Galduf (dir.). Rafael Serrallet (guit.). Bartomeu Jaume (piano). Instituto Valenciano de la Música, colección Patrimonio Musical Valenciano.
- Marc García Vitoria: Furia y Lamento, Joven Orquesta de la Generalidad Valenciana. Pablo Rus Broseta (dir.). Joaquín Riquelme (viola). Instituto Valenciano de Cultura, colección Patrimonio Musical Valenciano.